# Павел Бабалов
Павел Сталев Бабалов е български офицер, генерал-лейтенант.

## Биография
Роден е на 6 август 1926 г. в бургаското село Драчево. През 1950 г. завършва Висшето военновъздушно училище в Долна Митрополия. От 1951 до 1952 г. е в Таганрог, СССР, където преминава курс за усъвършенстване на пилотирането на Ил-10. Служи в десети щурмови авиополк, където преминава през длъжностите от старши пилот до командир на полка. През август 1954 г. е назначен за командир на двадесет и трети щурмови авиополк. През 1959 г. завършва Военнотехническата академия в СССР. От 1961 г. е началник на Оперативния отдел на десети смесен авиационен корпус. В периода 1963 – 1971 г. е началник-щаб на десети смесен авиационен корпус. Между 1967 и 1969 г. учи в Академията на Генералния щаб на СССР. В периода 1972 – 1989 г. е началник-щаб на ПВО и Военновъздушните сили.